# Роберт-Ян Фрост
Роберт-Ян Фрост (англ. Robert I. Frost; нар. 20 червня 1958, Единбург) — британський історик, доктор філософії (1990), професор (2004).

## Біографія
Народився в м. Единбург (Велика Британія). Вивчав історію та соціальні науки в Університеті Сент-Ендрюс (Велика Британія; 1976—1980), Ягеллонському університеті (1980—1981), Школі слов'янських та східноєвропейських студій Лондонського університету (1981—1984). 1990 здобув ступінь доктора філософії у Школі слов'янських та східноєвропейських студій Лондонського університету під керівництвом професора Нормана Девіса. 1984—1987 викладав у одній із найстаріших британських привілейованих середніх шкіл — Чартерхауз-Скул (Charterhouse School). Тимчасовий (1987—1988), постійний (1988—2001) лектор з історії Школи гуманітарних наук у Королівському коледжі Лондонського університету. 2001—2004 викладав ранньомодерну історію в цьому коледжі. 2004—2013 — професор ранньомодерної історії Абердинського університету (Велика Британія). Від 2013 очолює кафедру Бернета Флетчера (Burnett Fletcher) з історії в Абердинському університеті.
Автор низки праць з ранньомодерної історії Східної Європи, зокрема студій, присвячених польсько-литовській минувшині, політичній та військовій історії Північно-Східної Європи та Балтії 16—18 cт. й ін. Здобув грант фонду Вольфсона Британської академії (2009) для 3-х річних студій з історії польсько-литовського союзу 1386—1815. Брав участь у Міжнародному науково-практичному семінарі «Проблеми дослідження і музеєфікації полів битв в Україні», який проводився у Зборівському
коледжі Тернопільського національного технічного університету (4 жовтня 2011).